# 강담복
강담복은 가시복과의 물고기이다. 

## 특징
강담복은 둥글고 부풀릴수 있는 몸통과 넓고 뭉툭한 머리, 큰 눈이 있다. 성체의 코는 구멍이 난 열린 컵모양인데, 새끼의 경우 2개의 구멍이 있는 촉수 모양이다. 이빨은 정면 홈이 없고 입이 큰 앵무새 모양의 부리로 합쳐저있다. 지느러미에는 가시가 없고, 배지느러미도 없다. 등지느러미에는 12~14개의 기조가 있고, 항문지느러미에는 11~14개의 기조가 있다. 꼬리지느러미에는 10개의 기조가 있으며, 큰 가슴지느러미에는 19~22개의 기조가 있다. 몸은 횡단면이 삼각형인 직은 가시로 덮여있으며, 그 중 일부는 피부 아래에 판으로 축소되어 있다. 머리에서 등지느러미까지 8~10개의 가시가 줄지어있고, 꼬리자루에는 가시가 1~2개 있다. 
성체의 몸색깔은 회색에서 갈색을 띠고 검정색 구상띠가 있으며, 윗면과 지느러미에 작은 검정색 반점이 있다. 회유성 새끼는 몸 전체가 파란색이고 머리 위로 어두운 반점이 있으며, 반점은 배까지 이어져있다. 표준 몸길이는 50cm이지만 최대 75cm까지 자란다.